# Бережная, Ирина Григорьевна
Ирина Григорьевна Бережна́я (укр. Ірина Григоріївна Бережна; 13 августа 1980, Ворошиловград, УССР, СССР — 5 августа 2017, ж. Задарска, Хорватия) — украинский политический и общественный деятель, депутат Верховной Рады Украины VI и VII созывов (2007—2014). Заслуженный юрист Украины (2011).

## Биография

### Ранние годы
Родилась 13 августа 1980 года в Ворошиловграде в семье юриста Елены Петровны Бережной.
В 2002 году окончила юридический факультет Киевского национального университета имени Тараса Шевченко по специальности «Правоведение». В возрасте 19 лет открыла туристическую фирму, которая за два года превратилась в прибыльный бизнес-проект.
За время обучения Ирина Бережная прошла стажировку в Государственной комиссии ценных бумаг и фондового рынка (с 1999 по 2000 годы работала в Отделе расследования правонарушений на рынке ценных бумаг Контрольно-правового управления). Занимала должность помощника-консультанта Главы подкомитета по вопросам законодательства.

### Профессиональная деятельность
Окончив университет, Бережная проходила дальнейшую стажировку в Первой нотариальной конторе г. Киева. С 1 февраля по 19 марта 2004 года работала заместителем директора по гражданско-правовым вопросам в фирме «Астрая-Сервис». В январе 2004 года, сдав квалификационный экзамен, получила свидетельство о праве на занятие нотариальной деятельностью, а в марте зарегистрировалась как частный предприниматель.
В 2007 году Ирина защитила диссертацию и получила степень доктора философии в области права (по Болонской системе образования). В 2009 году она получила второе высшее образование по специальности «Государственное управление» в Национальной академии управления при Президенте Украины.

### Политическая карьера
В сентябре 2007 года Ирина Бережная была избрана Народным депутатом Украины VI созыва от Партии регионов. Являлась главой Подкомитета по вопросам защиты прав, свобод, интересов граждан и систематизации, адаптации законодательства Украины к международно-правовым стандартам в сфере правосудия и статусам судей Комитета Верховной Рады Украины по вопросам правосудия. В 2012 году была переизбрана в Верховную Раду Украины. Член Комитета Верховной Рады Украины по вопросам правосудия, член групп по межпарламентским связям с некоторыми странами.
Общественности Ирина известна по проекту «Танцы со звёздами», который шёл в 2007 году на телеканале «1+1»: в шоу она в качестве официального нотариуса проекта объявляла результаты зрительского голосования. В 2012 году в составе сборной Партии регионов появилась в игре «Что? Где? Когда?» на телеканале «Интер», несколько раз была признана лучшим игроком команды. С 2008 года вела авторскую программу «Ваше право с Ириной Бережной» на радиостанции «Радио Эра», в которой консультировала украинцев по юридическим вопросам и помогала использовать в реальной жизни национальное законодательство для защиты нарушенных прав граждан.

#### В Верховной Раде
Как член украинской стороны Комитета по парламентскому сотрудничеству между Украиной и ЕС, принимала активное участие в совместных заседаниях Комитета. Вместе с Андрем Пинчуком является автором законопроекта о запрете продажи алкоголя в ночное время.
Являлась основателем «Консульского клуба» совместно с представительсвом ЕС на Украине, целью которого является мониторинг актуальных вопросов, связанных с визовой либерализацией и упрощением получения шенгенских виз для граждан Украины.

#### После Евромайдана
Считала Евромайдан вооружённым госпереворотом. Отказалась принимать участие в досрочных парламентских выборах, которые считала незаконными и недемократическими (из-за неучастия в них жителей самопровозглашённых ДНР и ЛНР). По версии Бережной, новый созыв стал междусобойчиком для майданных активистов, клоунов-популистов и псевдокомбатов.
Обвиняла новые власти в работе на западные страны и разграблении страны (предрекая ей сирийский сценарий), осуждала проводящуюся на востоке Украины силовую операцию. Выступала за сохранение культурных и экономических связей с РФ. Скептически высказалась о введении безвизового режима между Украиной и ЕС.
Во время войны на востоке Украины вместе с матерью создала Институт правовой политики и социальной защиты, целями которого назывались защита интересов жителей ДНР и ЛНР. Позже упоминалась борьба организации с переименованием киевского проспекта Ватутина в проспект Шухевича.
C 2014 по июль 2017 года — гостья российских политических ток-шоу (в частности, «Воскресного вечера с Владимиром Соловьёвым»).

### Личная жизнь
5 июля 2009 года вне брака родила дочь Даниэллу. Имя отца Ирина держала в секрете, при жизни принципиально не показывала дочь на публике и на фото в соцсетях. СМИ предполагали,что отец её дочери—бизнесмен Борис Фуксман, что позже подтвердил он сам. Своим хобби называла путешествия и конный спорт, к которому её приобщил Нестор Шуфрич. Любила читать и посещать театральные премьеры.
Крёстная дочь с 7 апреля 2012 года — дочь певицы Ани Лорак, София Муратовна Налчаджиоглу (род. 9 июня 2011),её крёстный отец Филипп Киркоров.

### Гибель
5 августа 2017 года ночью в 01:30 на автостраде между хорватскими населёнными пунктами Масленица и Поседарье, «мерседес» с болгарскими номерами ехал в направлении Поседарье, но по неустановленным причинам покинул проезжую часть и въехал в столб. Ирина Бережная и 38-летний водитель, гражданин Болгарии, погибли на месте. В результате несчастного случая была ранена дочь Ирины, она была госпитализирована в больницу города Задар. Движение на данном участке дороги было перекрыто. Для извлечения тел погибших была вызвана специальная техника.
10 августа в Трапезной церкви Киево-Печерской лавры на церемонии прощания были политики Дмитрий Добкин, Нестор Шуфрич, Анна Герман, Давид Жвания, Николай Мартыненко, главред сайта «Страна.ua» Игорь Гужва, телеведущие Анатолий Анатолич и Ольга Фреймут, певица Светлана Лобода, продюсер Нателла Крапивина и режиссёр Алан Бадоев. Похоронена в Киеве на Зверинецком кладбище.